# Chigmit-bjergene
Chigmit-bjergene er et underområde af Aleutian Range på Kenai-halvøen og Lake and Peninsula Boroughs i den amerikanske delstat Alaska.

## Beliggenhed
De er placeret i den nordøstlige ende af Aleutian-bjergkæden, på den vestlige side af Cook Inlet, omkring 200  km sydvest for Anchorage. De nærmeste større byer til området er Kenai og Homer, på tværs af Cook Inlet på den vestlige side af Kenai-halvøen.
Mod nord grænser Chigmits til Tordrillo-bjergene og mod nordvest til Neacola-bjergene. Cook Inlet markerer områdets østlige grænse, mens bjergene mod vest toner ud i bakkerne og lavlandet i Lake Clark National Park og Preserve. I syd og sydvest støder Chigmits til fortsættelsen af Aleutian Range ud på Alaskahalvøen.

## Geologisk sammensætning
Chigmits er sammen med det meste af Aleutian Range vulkanske og omfatter to fremtrædende stratovulkaner, Redoubt Vulkanen (3.108 moh.), højdepunktet af Aleutian Range, og Iliamna-vulkanen (3.052 moh.)